# Schwetschkea capillifolia
Schwetschkea capillifolia là một loài Rêu trong họ Leskeaceae. Loài này được Dixon mô tả khoa học đầu tiên năm 1935.